# Leah Donde
Leah Donde (født 1992 i København) er en dansk atlet som blandt andet har vundet tre danske holdmesterskaber og ungdoms-DM på 800 meter i 2008.
Hun har løbet for tidligere for Sparta Atletik og er i dag medlem af NBRO Running i København.

## Meriter

### Danmarksmesterskaber
- Guld 2007 hold,  Sparta Atletik
- Guld 2008 hold,  Sparta Atletik
- Guld 2009 hold,  Sparta Atletik
- Guld 4 x 800 meter 2010,  Sparta Atletik
- Sølv 4 x 800 meter 2011,  Sparta Atletik

#### Ungdomsmesterskaber
- Guld 2008 800 meter.

### Internationale mesterskaber
- Deltog i Europamesterskabet for hold på 800 og 3000 meter i 2008.
- Deltog i Europamesterskabet i cross for juniorer 2011.
- Deltog i det Nordiske mesterskabet i cross 2008, 2009.